# 提契诺河
提契诺河，也称泰辛河，位于瑞士和意大利境内，发源于圣哥达山口，穿越马焦雷湖，最终在帕维亚注入波河。
提契诺河流经的主要城镇有：艾罗洛、贝林佐纳、洛迦诺、斯特雷萨、维杰瓦诺和帕维亚。